# NGC 4433
NGC 4433 је спирална галаксија у сазвежђу Девица која се налази на NGC листи објеката дубоког неба.
Деклинација објекта је - 8° 16' 45" а ректасцензија 12h 27m 38,5s. Привидна величина (магнитуда) објекта NGC 4433 износи 12,7 а фотографска магнитуда 13,5. Налази се на удаљености од 41,8000 милиона парсека од Сунца. NGC 4433 је још познат и под ознакама MCG -1-32-13, IRAS 12250-0800, PGC 40894.